# Liste der Leipziger Passagen
Die Leipziger Passagen entwickelten sich im Zusammenhang mit der Entstehung innerstädtischer Messehäuser um die Wende zum 20. Jahrhundert und basieren häufig auf alten Durchgangshöfen. Aber auch in neuerer Zeit wurde die Tradition des Passagenbaus weiter gepflegt. Damit bilden die Leipziger Passagen und Durchgangshöfe eine einmalige architektonische Innenstadtqualität und durchziehen wie ein zweites, privates Wegesystem, das nur dem Fußgänger vorbehalten ist, den alten Stadtkern parallel zum Netz der vorhandenen Straßen und Gassen.
In die Liste sind alle nutzbaren Passagen aufgenommen worden.
| Abbildung      | Name                         | Adresse und Zugänge | Länge und Fläche                             | Erbaut oder umgebaut                                                                     |
| -------------- | ---------------------------- | --- | -------------------------------------------- | ---------------------------------------------------------------------------------------- |
| Weitere Bilder | Barthels Hof                 | Hainstraße 1 (Karte) Markt 8, Barfußgäßchen, Webers Hof                                                                     | 122 m 876 m² zusammen mit Webers Hof         | 1747–1750 1870/1871 Portal zum Markt 1997 grundlegende Sanierung                         |
| Weitere Bilder | Bauwens-Haus                 | Burgplatz 2 (Karte) Ratsfreischulstraße, Markgrafenstraße                                                                   | 46 m 589 m²                                  | 1991–1994 Neubau                                                                         |
| Weitere Bilder | Blauer Hecht                 | Nikolaistraße 39–45 (Karte) Nikolaistraße, Reichsstraße                                                                     | 37 m 146 m²                                  | 1911/1912                                                                                |
| Weitere Bilder | Brühl-Arkade                 | Brühl 33 / Richard-Wagner-Straße 9 (Karte) Brühl, Richard-Wagner-Straße                                                     | 86 m 477 m²                                  | 1998 Neubau                                                                              |
| Weitere Bilder | Burgplatz-Passage            | Burgplatz 5, Markgrafenstraße, Burgstraße (Karte)                                                                           | 28 m Erweiterung des Petersbogens            | 2017–2020 Neubau                                                                         |
| Weitere Bilder | Dresdner Hof                 | Neumarkt 21–27 (Karte) Kupfergasse, Neumarkt, Magazingasse, Zugang zu Schrödter-Haus                                        | 80 m 624 m²                                  | 1912/1913 Messepalast 1998–2000 Sanierung                                                |
| Weitere Bilder | Der Große Joachimsthal       | Hainstraße 10, Katharinenstraße 13 (Karte) Hainstraße, Katharinenstraße                                                     | 49 m 215 m²                                  | 1896–1906 2000 Hainstraßenseite saniert                                                  |
| Weitere Bilder | Hansa-Haus                   | Grimmaische Straße 13–15 (Karte) Grimmaische Straße, Passage Specks Hof                                                     | 136 m 709 m² zusammen mit Passage Specks Hof | 1904–1906 1993–1997 Neubau                                                               |
| Weitere Bilder | Handwerkerpassage            | Markt 10, Klostergasse 16 (Karte) Markt, Klostergasse, Barfußgäßchen                                                        | 76 m 309 m²                                  | 1845–1846 DDR 1987–1989 und Vorderhaus 1997–1998 saniert                                 |
| Weitere Bilder | Jägerhof-Passage             | Hainstraße 17–19, Große Fleischergasse 11–13 (Karte) Hainstraße, Große Fleischergasse                                       | 123 m 1.055 m²                               | 1911–1914 Hainstraße 1919/1920 Gr. Fleischergasse 1998 saniert                           |
| Weitere Bilder | Kleines Joachimsthal         | Kleine Fleischergasse 8, Hainstraße 5/7 (Karte) Kleine Fleischergasse, Hainstraße                                           |                                              | 16. Jahrhundert, 2012 Durchgang neu eingerichtet, saniert                                |
| Weitere Bilder | König-Albert-Haus            | Markt 9, Barfußgäßchen 2–8 (Karte) Markt, Barfußgäßchen                                                                     | 71 m 244 m²                                  | 1913 saniert                                                                             |
| Weitere Bilder | Königshaus-Passage           | Markt 17, Petersstraße 13 (Karte) Markt, Petersstraße, Mädler- und Messehofpassage                                          | 121 m 743 m²                                 | 1932 Passagenerrichtung 1961–1963 Zugang zur Messehofpassage 2004–2006 Sanierung         |
| Weitere Bilder | Kretschmanns Hof             | Hainstraße 14, Katharinenstraße 17 (Karte) Hainstraße, Katharinenstraße                                                     | 89 m 479 m²                                  | 1912–1914 2009–2010 Sanierung                                                            |
| Weitere Bilder | Mädlerpassage                | Grimmaische Straße 2–4, Neumarkt 14 (Karte) Grimmaische Straße, Neumarkt, Königshaus-Passage                                | 140 m 840 m²                                 | 1912–1914 1995–1997 Sanierung                                                            |
| Weitere Bilder | Marktgalerie                 | Markt 11, 12, Klostergasse 12 (Karte) Markt, Klostergasse                                                                   | 80 m 624 m²                                  | 2002–2005 Neubau                                                                         |
| Weitere Bilder | Messehofpassage              | Petersstraße 15, Neumarkt 16–18 (Karte) Petersstraße, Neumarkt, Preußergäßchen, Königshaus-Passage                          | 140 m 870 m²                                 | 1949/1950 2004–2006 Sanierung                                                            |
| Weitere Bilder | Oelßners Hof                 | Nikolaistraße 20–26, Ritterstraße 23–29 (Karte) Nikolaistraße, Ritterstraße                                                 |                                              | 1907/1908 2012–2015 Sanierung                                                            |
| Weitere Bilder | Petersbogen                  | Petersstraße 36–44, Burgstraße 27 (Karte) Petersstraße, Burgstraße, Schloßgasse                                             | 116 m 1.557 m²                               | 1999–2001 Neubau                                                                         |
| Weitere Bilder | Specks Hof                   | Reichsstraße 4, Schuhmachergäßchen 2, Nikolaistraße 3–9 (Karte) Reichsstraße, Schuhmachergäßchen, Nikolaistraße, Hansa-Haus | 136 m 709 m² zusammen mit Hansa-Haus         | 1908/1909, 1911, 1928/1929 etappenweiser Bau 1993–1997 Sanierung                         |
| Weitere Bilder | Städtisches Kaufhaus         | Neumarkt 9–19, Universitätsstraße 16 (Karte) Neumarkt, Universitätsstraße, Gewandgäßchen, Kupfergasse                       | 144 m 690 m²                                 | 1893–1901 1993–1994 Sanierung                                                            |
| Weitere Bilder | Steibs Hof/ Dussmann-Passage | Nikolaistraße 28–32, Brühl 64–66 (Karte) Nikolaistraße, Brühl                                                               | 83 m 412 m²                                  | 1906/1907 1994–1996 Sanierung                                                            |
| Weitere Bilder | Stentzlers Hof               | Petersstraße 39–41 (Karte) Petersstraße, Peterskirchhof. Durchgangstür verschlossen                                         |                                              | 1914–1916 1994/1995 Sanierung                                                            |
| Weitere Bilder | Strohsack-Passage            | Nikolaistraße 10 / Ritterstraße 7 (Karte) Nikolaistraße, Ritterstraße                                                       | 88 m 6050 m²                                 | 1995–1997 Neubau                                                                         |
| Weitere Bilder | Theaterpassage               | Goethestraße 2, Ritterstraße 6 (Karte) Goethestraße, Ritterstraße                                                           | 43 m 165 m²                                  | 1927/1928                                                                                |
| Weitere Bilder | Webers Hof                   | Hainstraße 3 (Karte) Hainstraße, Barthels Hof                                                                               | 122 m 876 m² zusammen mit Barthels Hof       | 1662 1845–47, 1872 Umbau 1995–1997 Sanierung, Rückbau auf den baulichen Zustand von 1662 |